# Campeonato Panamericano de Béisbol Sub-10 de 2004
El Campeonato Panamericano de Béisbol Sub-10 de 2004 con categoría Infantil A, se disputó en Ciudad de Guatemala, Guatemala del 27 de noviembre al 14 de diciembre de 2004. El oro se lo llevó Venezuela por sexta vez.

## Equipos participantes
- Aruba
- Brasil
- Costa Rica
- Ecuador
- El Salvador
- Guatemala
- Honduras
- Nicaragua
- Panamá
- Puerto Rico
- Venezuela

## Resultados
| Posición | Selección   |
| -------- | ----------- |
|          | Venezuela   |
|          | Panamá      |
|          | Nicaragua   |
| 4°       | Puerto Rico |
| 5°       | Brasil      |
| 6°       | Honduras    |
| 7°       | El Salvador |
| 8°       | Guatemala   |
| 9°       | Aruba       |
| 10°      | Ecuador     |
| 11°      | Costa Rica  |